# Пірісбург (Вірджинія)
Пірісбург (англ. Pearisburg) — місто (англ. town) в США, в окрузі Джайлс штату Вірджинія. Населення — 2909 осіб (2020).

## Географія
Пірісбург розташований за координатами 37°19′43″ пн. ш. 80°43′38″ зх. д. / 37.32861° пн. ш. 80.72722° зх. д. (37.328683, -80.727293).  За даними Бюро перепису населення США в 2010 році місто мало площу 8,19 км², з яких 8,18 км² — суходіл та 0,01 км² — водойми.

## Демографія
Згідно з переписом 2010 року, у місті мешкало 2786 осіб у 1236 домогосподарствах у складі 775 родин. Густота населення становила 340 осіб/км².  Було 1349 помешкань (165/км²).
Расовий склад населення:
| - 96,3 % — білих - 2,3 % — чорних або афроамериканців - 0,4 % — азіатів - 0,1 % — корінних американців |

До двох чи більше рас належало 0,5 %. Частка іспаномовних становила 1,0 % від усіх жителів.
За віковим діапазоном населення розподілялося таким чином: 21,5 % — особи молодші 18 років, 58,8 % — особи у віці 18—64 років, 19,7 % — особи у віці 65 років та старші. Медіана віку мешканця становила 42,8 року. На 100 осіб жіночої статі у місті припадало 89,7 чоловіків;  на 100 жінок у віці від 18 років та старших — 85,2 чоловіків також старших 18 років.
Середній дохід на одне домашнє господарство  становив 63 690 доларів США (медіана — 46 792), а середній дохід на одну сім'ю — 75 883 долари (медіана — 52 778). За межею бідності перебувало 7,8 % осіб, у тому числі 11,0 % дітей у віці до 18 років та 2,4 % осіб у віці 65 років та старших.
Цивільне працевлаштоване населення становило 1309 осіб. Основні галузі зайнятості: освіта, охорона здоров'я та соціальна допомога — 24,4 %, виробництво — 17,5 %, фінанси, страхування та нерухомість — 14,5 %.